# Josemaría Escrivá
Josemaría Escrivá de Balaguer (Barbastro, 9. siječnja 1902. – Rim, 26. lipnja 1975.), španjolski katolički svećenik, pisac, doktor prava i teologije, utemeljitelj Opusa Dei, svetac Katoličke Crkve.

## Životopis
Imao je petero braće i sestara: Carmen (1899. – 1957.) i Santiago (1919. – 1994.) i tri mlađe sestre koje su umrle još kao mala djeca. Roditelji, José i Dolores, dali su djeci dubok kršćanski duh. José Escrivin posao je propao 1915., pa je pronašao drugi zbog kojeg se cijela obitelj preselila u Logroño. Počeo je svoje pripreme za svećeništvo u Logroñu, a nastavio ih je u Zaragozi.
Josemarijin otac umro je 1924. i ostavio ga kao glavu obitelji. Nakon ređenja 1925., počeo je svoju ministerijalnu službu na seoskoj župi i postdiplomski studij u Zaragozi. Biskup je 1925. Josemariji dao dozvolu za preseljenje u Madrid te za obranu doktorske disertacije iz prava. Dana 2. listopada 1928. tijekom meditacije uviđa da Bog traži od njega utemeljenje Opusa Dei (Djela Božjeg), puta posvećivanja u svakodnevnom radu i u ispunjavanju svakodnevnih kršćanskih dužnosti. Od toga trenutka u svomu radu nosio je ovu zadaću, istovremeno je nastavio svoju ministerijalnu službu, posebno među bolesnima i siromašnima. Kroz ove prve godine Opusa Dei, učio je na Sveučilištu u Madridu i predavao kao profesor kako bi uzdržavao svoju obitelj.
Kad je građanski rat izbio u Madridu, posvetio se svećeničkoj službi te se seli od mjesta u mjesto i traži izbjeglice. Napokon je uspio napustiti glavni grad Španjolske i nakon teškoga bijega preko Pireneja, smjestio se u Burgos. Kad je rat završio 1939. vratio se u Madrid i konačno završio svoju disertaciju iz prava. Sljedećih godina napisao je mnoge članke o laicima, svećenicima i religiji te nastavio snažno razvijati Opus Dei. Godine 1946. preselio se u Rim. Tijekom godina u Rimu doktorirao je teologiju na Lateranskom sveučilištu te ga papa Pio XII. postavlja za konzultora dviju vatikanskih kongregacija: za počasna člana Pontifikalne akademije i počasna prelata.
Gajio je veliku ljubav prema Hrvatskoj i Hrvatima. Prvi član Opusa Dei izvan Španjolske bio je Hrvat Vladimir Vince. Escrivä je 1952. osnovao Sveučilište Navarra u Pamploni, a na tom je sveučilištu trag ostavio ugledni prof. Luka Brajnović, jedan od prvih Hrvata u Opusu Dei, također član prelature.
Često je putovao iz Rima u različite europske zemlje, jednom prilikom i u Meksiko, radi širenja Opusa Deia. Tijekom 1974. i 1975. bio je na dvama dugim putovanjima po zemljama Latinske Amerike, gdje se susretao s velikim skupinama ljudi i razgovarao s njima o kršćanskom pozivu na svetost. Monsignor Escrivá umro je u Rimu 26. lipnja, 1975. U vrijeme njegove smrti, Opus Dei je postojao u desetcima država i dotaknuo je tisuće života. Nakon njegove smrti tisuće ljudi i više od trećine biskupa, poslalo je pismo u Rim tražeći od Pape otvorenje kauzu za njegovu beatifikaciju i kanonizaciju.
Papa Ivan Pavao II. beatificirao ga je 17. svibnja, 1992. na Trgu Svetog Petra u Rimu. Svečanosti je prisustvovalo oko 300 000 ljudi. "S nadnaravnom intuicijom", kazao je papa u svojoj homiliji, "blaženi Josemaría zauzeto je propovijedao univerzalni poziv na svetost i apostolat." Deset godina kasnije, 6. listopada, 2002. Ivan Pavao II. kanonizirao je utemeljitelja Opusa Dei na Trgu Svetog Petra pred mnoštvom ljudi iz 80 zemalja svijeta. U njegovom obraćanju onima koji su došli na kanonizaciju, Sveti Otac je rekao: "Sveti Josemaría je bio izabran od Boga da proglasi univerzalni poziv na svetost i naglašavanje važnosti svakodnevnog rada i uobičajenih aktivnosti kao puta prema svetosti. Možemo reći da je bio svetac svakodnevice."
Autor prvoga biografskoga eseja o sv. Josemariji Escrivi de Balaguer je Salvador Bernal, čije su Bilješke o životu utemeljitelja Opusa Del prevedene na mnoge jezike i prodane u više stotina tisuća primjeraka. Na hrvatski ih je preveo Milan Šesnić.

## Djela
- Put (izvorno: Duhovna razmatranja, Cuenca, 1934.)

## Poveznice
- Opus Dei
- Ivan Pavao II.

## Vanjske poveznice
- Opus Dei u Hrvatskoj  Arhivirana inačica izvorne stranice od 30. lipnja 2006. (Wayback Machine)
- Informativni ured Opusa Dei na Internetu (i na hrvatskom jeziku)